# 达米尔·格拉万
达米尔·格拉万（1974年3月2日—），克罗地亚前男子水球运动员。他曾代表克罗地亚国家队参加1996年夏季奥林匹克运动会水球比赛，获得一枚银牌。